# Nils Österlund
Nils Erik Österlund, född 18 maj 1924 i Stöde församling i Västernorrlands län, död 19 oktober 2009 i Danderyds församling i Stockholms län, var en svensk militär.

## Biografi
Österlund blev volontär vid Livregementet till häst 1941 och avlade studentexamen vid Försvarets läroverk 1948. Han avlade officersexamen vid Krigsskolan 1949 och utnämndes samma år till fänrik vid Norrlands dragonregemente, där han befordrades till löjtnant 1951. Han var adjutant vid staben i VI. militärområdet 1954–1957, genomgick Stabskursen vid Krigshögskolan 1958–1960 befordrades till kapten i Generalstabskåren 1962, var sektionschef vid staben i I. militärområdet 1962–1965 och tjänstgjorde vid Svea livgarde 1965–1966. Han befordrades 1966 till major i Generalstabskåren, var lärare vid Militärhögskolan 1966–1967 och lärare vid Försvarshögskolan 1967–1969, befordrad till överstelöjtnant 1968. Han tjänstgjorde vid Samordningsavdelningen i Försvarsdepartementet 1969–1973. År 1973 befordrades han till överste, varpå han var ställföreträdande chef för Dalregementet och ställföreträdande befälhavare för Kopparbergs försvarsområde 1973–1978.
Arméchefen Carl Eric Almgren kallade honom 1978 till Arméstaben för att arbeta med två omfattande utredningar om trupputbildning respektive ledarskap. Detta arbete gav bland annat upphov till att man gjorde försök med gruppinriktad utbildning och läroböcker som även rönte civil uppmärksamhet. Detta arbete utgjorde grunden för föreskrifterna om utbildningen i 1983 års befälsordning. Österlund lämnade Arméstaben med pension 1984.
Nils Österlund invaldes som ledamot av Kungliga Krigsvetenskapsakademien 1970.
Nils Österlund var son till hemmansägaren Karl Österlund och Sonja Svedin. Han gifte sig 1950 med Brita Nyström. Han är begravd på Danderyds kyrkogård.

### Utmärkelser
- Riddare av första klass av Svärdsorden, 1967.[5]